# Arzviller
Arzviller là một xã trong vùng Grand Est, thuộc tỉnh Moselle, quận Sarrebourg, tổng Phalsbourg. Tọa độ địa lý của xã là 48° 43' vĩ độ bắc, 07° 09' kinh độ đông. Arzviller nằm trên độ cao trung bình là 320 mét trên mực nước biển, có điểm thấp nhất là 273 mét và điểm cao nhất là 354 mét. Xã có diện tích 5,21 km², dân số vào thời điểm 1999 là 516 người; mật độ dân số là 99 người/km².

## Thông tin nhân khẩu
| 1962 | 1968 | 1975 | 1982 | 1990 | 1999 |
| ---- | ---- | ---- | ---- | ---- | ---- |
| 494  | 507  | 486  | 544  | 508  | 516  |